# Bykówka (rejon szczuczyński)
Bykówka (biał. Бы́каўка; ros. Быковка) – wieś na Białorusi, w obwodzie grodzieńskim, w rejonie szczuczyńskim, w sielsowiecie Różanka.

## Historia
Dawniej w województwie trockim Rzeczypospolitej Obojga Narodów. W czasach zaborów w granicach Imperium Rosyjskiego, w guberni grodzieńskiej, w powiecie grodzieńskim.
W latach 1921–1939 wieś leżała w Polsce, w województwie białostockim, w powiecie grodzieńskim, w gminie Mosty. Bykówka stanowiła eksklawę województwa białostockiego, a zarazem enklawę na obszarze województwa nowogródzkiego (1921–29 powiatu lidzkiego, a 1929–39: powiatu szczuczyńskiego; na terenie gminy Różanka). Ekstremalne położenie Bykówki sprawiło, że była to także najdalej na wschód wysunięta miejscowość powiatu grodzieńskiego.
Według Powszechnego Spisu Ludności z 1921 roku zamieszkiwało tu 106 osób, 38 było wyznania rzymskokatolickiego a 68 prawosławnego. Jednocześnie wszyscy mieszkańcy zadeklarowali polską przynależność narodową. Było tu 22 budynki mieszkalne.
Miejscowość należała do parafii prawosławnej w Jatwiesku i rzymskokatolickiej w Mostach. Podlegała pod Sąd Grodzki w Skidlu i Okręgowy w Grodnie; właściwy urząd pocztowy mieścił się w Mostach.
W wyniku napaści ZSRR na Polskę we wrześniu 1939 miejscowość znalazła się pod okupacją sowiecką. 2 listopada została włączona do Białoruskiej SRR. 4 grudnia 1939 włączona do nowo utworzonego obwodu białostockiego. Od czerwca 1941 roku pod okupacją niemiecką. 22 lipca 1941 r. włączona w skład okręgu białostockiego III Rzeszy. W 1944 miejscowość została ponownie zajęta przez wojska sowieckie i włączona do obwodu grodzieńskiego Białoruskiej SRR.